# عيتص إفرايم
عيتص إفرايم (بالعبرية: עֵץ אֶפְרַיִם) مستوطنة مجتمعية إسرائيلية، أقيمت على أراضي قرية مسحة في محافظة سلفيت شمال الضفة الغربية، وتقع إداريًا ضمن اختصاص مجلس شمرون الإقليمي. في عام 2018 قدر عدد سكانها بحوالي 2,229 مستوطن.

## التسمية
سميت المستوطنة نسبة إلى سبط أفرايم.

## التاريخ
تأسست عام 1985 على أراضي قرى مسحة وسنيريا وعزون عتمة، حيث استولت في البداية على 150 دونمًا ثم توسعت لتسيطر على 500 دونمًا.

## الجانب القانوني
يعتبر المجتمع الدولي المستوطنات الإسرائيلية في الضفة الغربية غير قانونية بموجب القانون الدولي، لكن الحكومة الإسرائيلية تعارض ذلك.

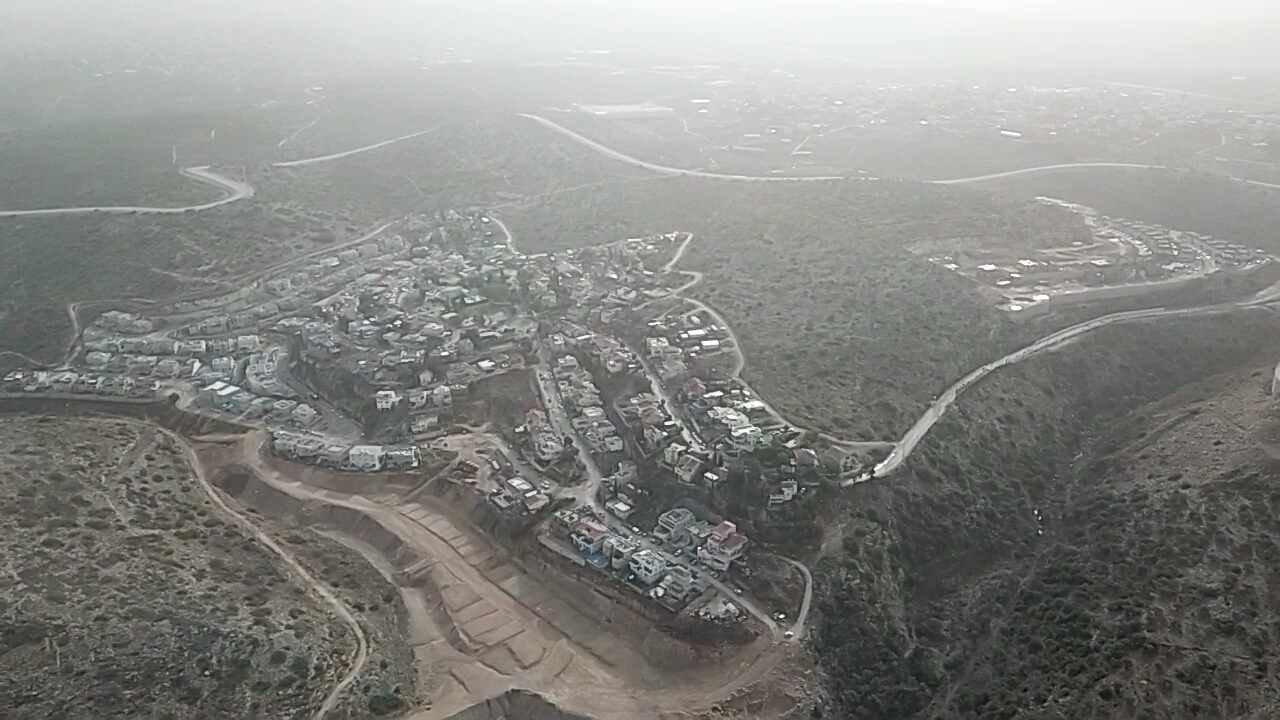
مستوطنة عيتص إفرايم